# Héctor Luis García
Héctor Luis García est un boxeur dominicain né le 1er novembre 1991 à San Juan de la Maguana.

## Carrière
Passé professionnel en 2016, il remporte le titre de champion du monde des poids super-plumes WBA le 20 août 2022 après sa victoire aux points contre le Vénézuélien Roger Gutiérrez. Battu par Gervonta Davis, champion WBA des poids légers le 7 janvier 2023, il cède son titre des super-plumes le 25 novembre 2023 face à Lamont Roach.